# 埃伯斯巴赫-穆斯巴赫
埃伯斯巴赫-穆斯巴赫是德国巴登-符腾堡州的一个市镇。总面积26.86平方公里，总人口1725人，其中男性914人，女性811人（2011年12月31日），人口密度64人/平方公里。